# Nicole Reinhardt (Model)
Nicole Reinhardt (* 6. April 1969 in Apolda) ist ein ehemaliges deutsches Fotomodell sowie Schönheitskönigin.
Sie flüchtete aus der DDR in den Westen.
1988 wurde die Miss Baden-Württemberg (nach anderen Angaben: Miss Süddeutschland) in Köln zur Miss Germany 1988/89 gekrönt. Im Oktober 1989 belegte sie bei der Queen of the World in Baden-Baden Platz 2.
Sie wurde ein erfolgreiches Mannequin und Fotomodell. Sie ist mit Klaus Kusch verheiratet und hat eine Tochter.